# ウィンチェスター (バージニア州)
ウィンチェスター（英: Winchester）は、アメリカ合衆国バージニア州北部に位置する独立市である。人口は2万8120人（2020年）。フレデリック郡の郡庁所在地であり、ワシントン・ボルチモア・北バージニア広域都市圏の一部である。経済分析局は統計処理の目的で、ウィンチェスター市と周辺のフレデリック郡を結合している。ウィンチェスター市にはシェナンドー大学がある。

## 歴史

### 先住民族
西暦1000年頃、初期先住民族として、カカポン、オペクォン、ショーニーおよびタスカローラの各種族がいた。中世までに、大アパラチア渓谷の南北の自然の水路があり、カトーバ、チェロキー、デラウェア、イロコイおよびショーニーの各種族がこの渓谷の平原を狩猟場にしてうろついていたので、ウィンチェスターは部族間戦争が起こりそうな場所だった。最初にこの渓谷を実質支配したのはサスケハノック族だったが、その後1600年頃にイロコイ族に襲われ追い出された。イロコイ族は1694年頃から1700年代半ばまで、ショーニー族にショーニー・スプリングスで集落を築いたり一時的宿営地を造ることを許したとされている。これは初期クエーカー教徒と入植者が到着した時代と重なっている。歴史に名高いショーニー族酋長コーンズトークの父はここに居宅を持っていた。

### ヨーロッパ人の探検
フランス人イエズス会の遠征隊が1606年には既にこの渓谷に入っており、サミュエル・ド・シャンプランによる原始地図が1632年に作られたが、渓谷北部の確認できる探検は探検家ジョン・レーデラーによるものであり、1670年8月26日に現在のフォーキア郡やウォーレン郡からこの渓谷を眺めた。その後1705年にスイス人探検家ルイーズ・ミシェルや1716年に総督アレクサンダー・スポッツウッドによって広範な探検と地図作りが行われた。
1720年代後半、総督ウィリアム・グーチが大規模な土地特許を発行することで開拓を促進し、それに続いて領主フェアファックス卿の支配人ロバート・"キング・カーター"が20万エーカー (800 km2)の土地を獲得した。これらのことが組み合わさって、ペンシルベニアやニューヨークから、クエーカー教徒や様々なドイツ人およびスコットランド系アイルランド人入植者の殺到を直接促すことになった。

### ヨーロッパ人の開拓
ウィンチェスターの開拓は1729年には始まっており、エイブラハム・ホリングスワースのようなクエーカー教徒がペンシルベニアからインディアン道（後に大荷車道路と呼ばれた）沿いグレート・バレーを遡り、以前のショーニー族宿営地に入植を始めた。最初のドイツ人入植者は1732年のジョスト・ハイトとされており、スコットランド系アイルランド人の家族数組を含む10家族を伴っていた。ここは英国教会の植民地だったが、総督ウィリアム・グーチは宗教について寛容な政策であり、バージニアの全体で土地特許が可能だったので、多くの宗教を信奉する家族が訪れ、同じ宗教の特許購入者や投機家の支援によってしばしば50エーカー (20 ha) の土地を与えられた。その結果、ウィンチェスター地域は渓谷における初期長老派教会員、クエーカー教徒、ルーテル教会員および英国教会員にとって本拠地となった。最初のルーテル教会礼拝堂はジョン・キャスパー・ストーバー・ジュニア牧師によって設立され、アレクサンダー・ロスはクエーカー教徒のためにホープウェル集会所を建てた。1736年までにカーンズタウンにオペクォンの長老派教会が建設された。1735年に第6代フェアファックス卿トマス・フェアファックスがバージニアを訪れ、イングランド王チャールズ2世からの古い土地特許である「ラッパハノック川とポトマック川の間にあるバージニアの全ての土地」を含む土地所有権を主張し、これがフレデリックと重なりまたそれを含んでいた時に法廷闘争が起こった。

### 市制の施行
1738年までにこれら開拓地は「フレデリックタウン」と呼ばれるようになった。その後オレンジ郡からフレデリック郡が分離し、郡議会と共に英国教会フレデリック教区（税金徴収が目的）からなる最初の政府が創られた。イングランドのウィンチェスターからの移民ジェイムズ・ウッド大佐が初代議会事務官となり、1741年頃に半エーカー (2,000 m2) の土地26区画を定め、自身の住居「グレン・バーニー」を建設した。最終的に郡議会は1743年11月11日に第1会期を開催し、ジェイムズ・ウッドは1760年まで事務官を務めた。フェアファックス卿は所有権が法律の10分の9であると理解し、1748年にここに（現在のクラーク郡）住居を建てた。1750年までにバージニア植民地議会は、それまでのフレデリックタウンにバージニアでは4番目の市制を施行することになる「ウィンチェスター市」を承認した。この名前はウッド大佐の生地が古いサクソン人のウェセックス王国の首都であり、後にイングランドのウィンチェスターだったことに因むものだった。1754年、エイブラハム・ホリングスワースがエイブラムズ・デライトと呼ばれる住居を建設し、これがクエーカー教徒の初代集会所の役割を果たした。ジョージ・ワシントンは青年時代のかなりの期間をウィンチェスターで過ごしており、第6代フェアファックス卿トマス・フェアファックスのためにフェアファックス土地特許の測量を手伝い、またウッド大佐のための測量も行った。1758年ウッド大佐は町の西に158区画の土地を追加し、続いてトマス・フェアファックスが町の南と東にさらに173区画を寄付した。

### フレンチ・インディアン戦争

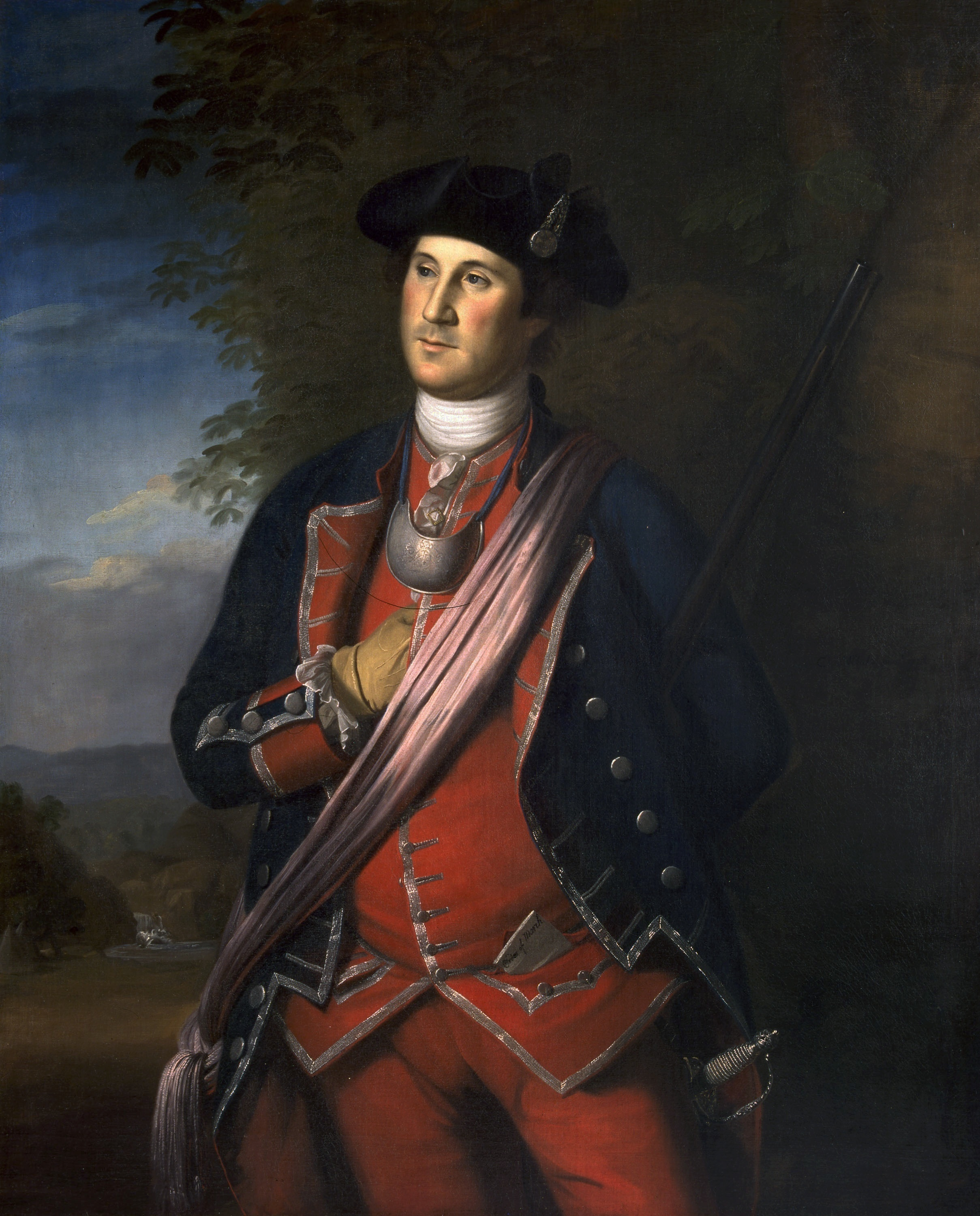
ジョージ・ワシントン大佐

エドワード・ブラドック将軍が1755年にカンバーランド砦に向かう途中でこの地域を通り、デュケーヌ砦への遠征行軍を行った。ワシントンはフェアファックス卿のための測量士だったのでその地域を熟知しており、ブラドック将軍の副官として随行した。住民のダニエル・モーガンはブラドック軍がペンシルベニアに行軍するときに荷馬車の御者として加わった。
1756年、ワシントン大佐はジェイムズ・ウッドが認可した土地にラウドン砦を設計し建設を始めたが、そこは現在のウィンチェスター中心街ノース・ラウドン通りの0.955エーカー (3,800 m2) に及ぶものとなった。ラウドン砦は独立戦争が始まるまで、兵士が駐屯し大砲が置かれた。この時代、ウィンチェスターに監獄が建設され、時には、フレンチ・インディアン戦争に抗議し、英国教会教区に税金を払うことを拒否したバージニアの多くの場所のクエーカー教徒を収容した。ペンシルベニアではクエーカー教徒が政治支配していたが、バージニアは英国教会の植民地であり、反戦主義はそれほど受け入れられなかった。クエーカー教徒の強い反戦主義は、バージニアがこの戦争と次の戦争（独立戦争）を強く支持したことと組み合わされて、長期にわたるクエーカー教徒の抑圧に繋がり、ウィンチェスターはより多くのクエーカー教徒が中西部の地へ向かう入口となり、1800年代半ばにはクエーカー教徒は極少数派となった。
フレンチ・インディアン戦争の間の1758年、26歳のワシントン大佐は、バージニア植民地議会のフレデリック郡選出議員に選ばれた。ダニエル・モーガンは後にバージニア境界地をインディアンの襲撃から守るレンジャーとして働き、1759年にウィンチェスターに戻った。戦後、1763年から1774年に、モーガンはアシュビー大尉の中隊に仕え、ポンティアックの反乱やオハイオ渓谷のショーニー族に対してバージニアを防衛した。

### 独立戦争

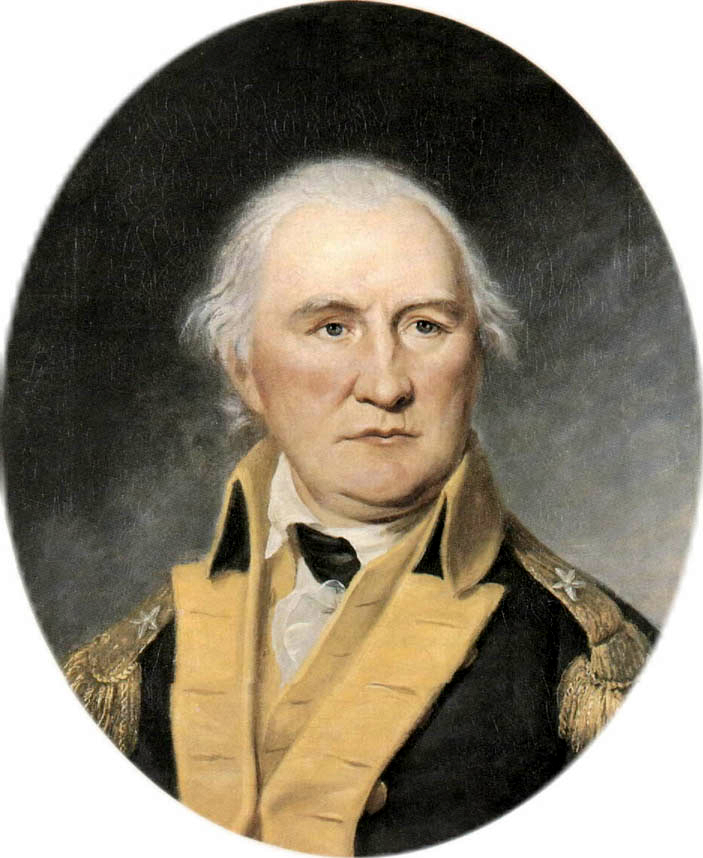
ダニエル・モーガン大佐

独立戦争の時、バージニア植民地議会は地元の住人でフレンチ・インディアン戦争の古参兵ダニエル・モーガンを選んで民兵1個中隊を起ち上げさせ、ボストン包囲戦を戦うワシントン将軍を支援することにした。モーガンの率いる96名の「モーガン狙撃兵隊」が1775年7月14日にウィンチェスターに集結し、21日掛けてボストンまで行軍した。モーガン、ウッドおよびその他の者達は捕獲した戦争捕虜、特にヘシアン（ドイツ人傭兵）を保持するために様々な任務も果たした。
ヘシアンの兵士達は町の北と西にある高い尾根を歩き回りクエーカー教徒からアップルパイを買って食べることで知られた。このために町の西の尾根は親愛の心からアップルパイ尾根と呼ばれるようになり、町から北へ通じる1709年以前に建設された尾根道はアップルパイ尾根道と改名された。地元の農夫はバージニアの民兵やできたばかりの志願兵からなるアメリカ軍を養うことで新しい事業機会ができ、そのために町や渓谷は後の南北戦争の間に惨禍を受けることになった。独立戦争後、町では最初の新聞、ザ・ガゼットとザ・センティネルが創刊され、ダニエル・モーガンは後の1797年から1799年にアメリカ合衆国議会下院議員を1期務めた。

### 南北戦争
ウィンチェスターとその周辺地域は南北戦争の間に多くの戦場となり、競い合う南北両軍はシェナンドー渓谷のこの部分を支配するために奮闘した。当初のフレデリック郡の範囲内では7つの大きな戦場跡がある。
ウィンチェスター市内

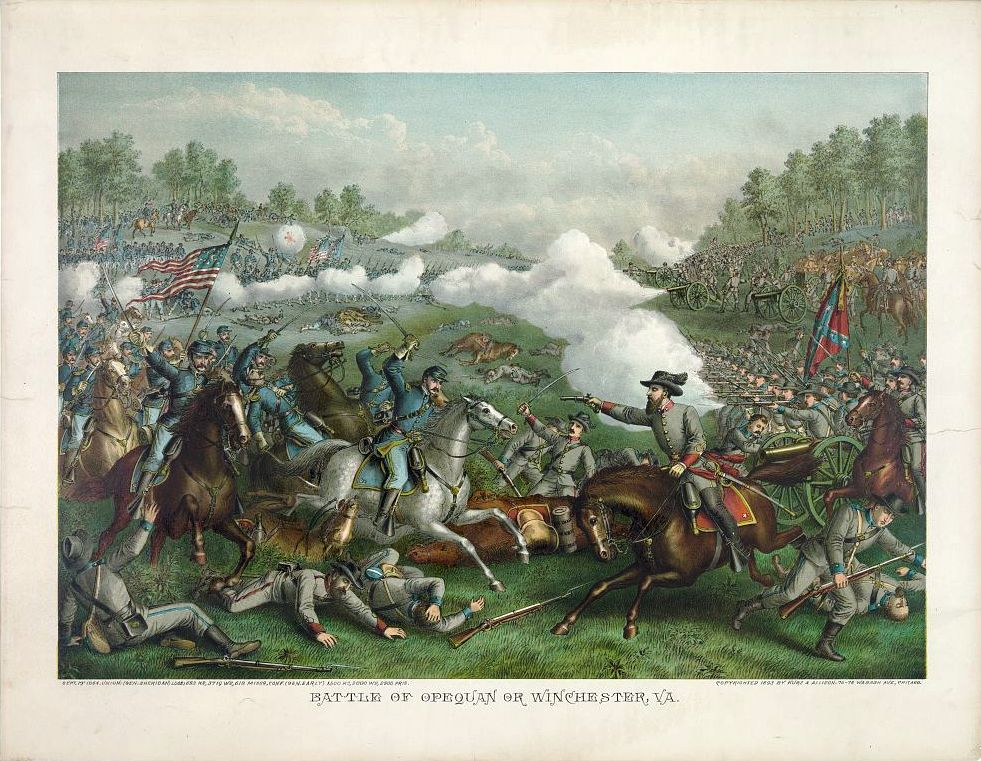
第三次ウィンチェスターの戦い

- 第一次カーンズタウンの戦い、1862年3月23日
- 第一次ウィンチェスターの戦い、1862年5月25日
- 第二次ウィンチェスターの戦い、1863年6月13日-15日
- 第二次カーンズタウンの戦い、1864年7月24日
- 第三次ウィンチェスターの戦い、1864年9月19日

ウィンチェスター市近郷
- ベリービルの戦い、1864年9月3日-4日
- シーダークリークの戦い、1864年10月19日

南北戦争の間、ウィンチェスターは南軍にとって重要な戦略拠点だった。1861年にジョセフ・ジョンストン将軍やストーンウォール・ジャクソン大佐がシェナンドー渓谷を守ったとき、ジャクソンの1862年のバレー方面作戦、1863年のゲティスバーグ方面作戦、1864年のバレー方面作戦では重要な作戦上の標的になった。小規模騎兵襲撃やパトロールおよび様々な部隊による時折の偵察を含み、ウィンチェスターは72度その支配者を変え、1日の間に13度変わったとも言われている。戦争の様々な時点でメインストリート全てに沿って戦いが過熱した。北軍のフィリップ・シェリダンと南軍のストーンウォール・ジャクソン両将軍は様々な時点で1ブロック離れただけの所にその作戦本部を構えた。
ウィンチェスターはシェナンドー渓谷の北端に位置しており、南軍が北部に侵入するとき、首都ワシントンD.C.を脅かすときに作戦の基地になった。ボルティモア・アンド・オハイオ鉄道、チェサピーク・アンド・オハイオ運河およびそれらの径路やポトマック川渓谷に沿った有料道路や電信線に対する主要な襲撃を行う部隊にとって、町は中心点として機能した。例えば1861年、ストーンウォール・ジャクソンはボルティモア・アンド・オハイオ鉄道の56両の機関車と300両の客貨車、さらには何マイルもの軌道を外し、10ヶ月にわたってその幹線を閉鎖させた。装備を馬や馬車で運ぶ動きの大半はウィンチェスターを中心とした。
南北戦争の間、ウィンチェスターは5度北軍の主要占領期間を味わった。
- ナサニエル・バンクス少将による占領、1862年3月12日-5月25日、同年6月4日-9月2日
- ロバート・ミルロイ少将による占領、1862年12月24日-1863年6月15日
- フィリップ・シェリダン少将による焼き討ちと占領、1864年9月19日-1865年2月27日
- ウィンフィールド・スコット・ハンコック少将による占領、1865年2月27日-同年6月27日
- ジョン・マカリスター・スコフィールド少将の第1軍自治区軍による占領、終戦から1870年1月26日まで

北軍がウィンチェスターを占領している間に、多くの住民が町から追放され、個人資産が盗まれ、負傷兵の治療を助けていた市民が撃たれて殺され、家屋は違法に盗まれて占領・破壊され、医学校は焼かれ、また州民はスコフィールド少将の支配下にある時に合衆国への再加盟に投票を許されなかった。ミルロイ少将はウィンチェスターを略奪するときに「私の意志が絶対的法律だ」と主張したと言われ、女性を追放し、老人と少年を投獄した。公式記録に拠れば、シェリダン少将はウィンチェスターから渓谷を遡って暴れ回り、「穀物や道具の詰まった2,000の納屋、他の離れ屋は言うに及ばず、小麦や小麦粉で満たされた70の製粉所」と「多くの家畜」を破壊した。公式記録に言及されなかったものとしては、破壊された多くの私家や傷つけられ殺された無垢の婦女子がいた。これら占領期間の後でウィンチェスターの連邦主義者がその同調する相手を変えた者がいたとしても驚くにはあたらない。
戦時にウィンチェスターが味わった困難さにも拘わらず、何人かの住民は南軍側に大きな貢献した。例えば北バージニア軍ジャクソンの第2軍団で軍医長を務めたハンター・マクガイア博士は戦時の医療にあたる者の待遇について、その後のジュネーヴ条約（1864年）に対する基礎を創った。ウィンチェスターは、特に1862年のアンティータムの戦いや1863年のゲティスバーグの戦い後の南軍医療活動の主要地点として機能し、国際的にまた戦争中における医療行為の進展に活路を開いた。
ウィンチェスターでの戦闘に参加した者の中には後のアメリカ合衆国大統領となったウィリアム・マッキンリーやラザフォード・ヘイズがおり、どちらも北軍第9軍団の士官だった。
今日、ウィンチェスターは南北戦争ファンのための多くの探検と観光を提供している。南北戦争時代の多くの砦史跡が町の周りに散らばっている。以下のそのリストである
- ジャクソン砦 - 別名ガリバルディ砦、メイン砦、ミルロイ砦、砲台2号
- アラバマ砦 - 別名スター砦、砲台3号
- コリアー砦 - 別名砲台10号
- ルイジアナ高地 - 別名西砦と砲台5号、6号の組合せ
- ボウワースヒル - 抜名砲台1号

ジュバル・アーリー・ドライブ道路がウィンチェスター中心街南を回り込んでおり多くの戦闘があった中心地点に沿っている。

### 20世紀
ウィンチェスターはポトマック川より南では、電灯を導入した最初の市になった。
ウィンチェスターは、南北戦争時代の武器を使える状態で保存する全国的競技会で、2年に1回開催される北部・南部小戦闘協会の開催地である。

### 歴史ある場所

#### アメリカ合衆国国家歴史登録財
| 場所                                           | 設立年       | 住所                                        | 登録年 |
| ---------------------------------------------- | ------------ | ------------------------------------------- | ------ |
| エイブラムズ・デライト                         | 1754         | Parkview Street & Rouss Spring Road         | 1973   |
| ダグラス学校                                   | 1927         | 598 North Kent Street                       | 2000   |
| フェアモント                                   | 1800年代     | 311 Fairmont Avenue                         | 2004   |
| グレン・バーニー                               | 1829         | 801 Amherst Street                          | 1979   |
| ハンドリー図書館                               | 1913         | Braddock & Piccadilly Streets               | 1969   |
| ジョン・ハンドリー高校                         | 1920年代     | 425 Handley Boulevard                       | 1998   |
| ヘクサゴン・ハウス                             | 1870年代     | 530 Amherst Street                          | 1987   |
| ストーンウォール・ジャクソン作戦本部博物館     | 1800年代半ば | 415 North Braddock Street                   | 1967   |
| アダム・クルツ・ハウス（ワシントンの作戦本部） | 1757         | Braddock & Cork Streets                     | 1976   |
| オールド・ストーン教会（長老派の集会所）       | 1788         | 304 East Piccadilly Street                  | 1977   |
| ウィンチェスター歴史地区                       | 1750-1930    | アメリカ国道522号線、11号線、50号線、17号線 | 1980   |
| ウィンチェスター歴史地区（境界拡大）           |              | 120 & 126 North Kent Street                 | 2003   |
| ウィンチェスター国立墓地                       | 1860年代     | 401 National Avenue                         | 1996   |

#### その他の景勝地

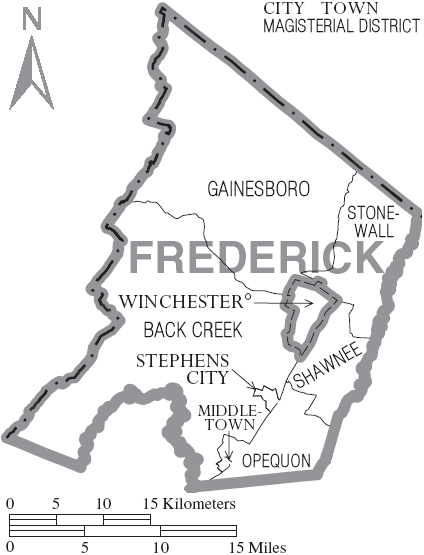
ウィンチェスターと周辺のフレデリック郡の地図

アメリカ合衆国国家歴史登録財に加えて、以下の歴史的な史跡もウィンチェスターにある。
- ベル・グラブ・プランテーション（1797年設立）[3]
- クライスト・チャーチ（1828年設立）
- ジョージ・ワシントン事務室博物館（1755年建設）
- マウントヘブロン墓地（1844年設立）
- シェナンドー渓谷博物館[4]
- オールド・コートハウス南北戦争博物館（1840年建設）
- オールドタウン・ウィンチェスター（1738年建設）
- オペクォン長老派教会および墓地（1736年建設）
- レッドライオン酒場（1783年建設）
- シェナンドー渓谷士官学校（1764年建設）
- ラウドン砦史跡（1756年建設）
- ストーンウォール墓地（1866年設立）
- クルツ・ビル（1836年建設）

## 地理
ウィンチェスターは北緯39℃10分42秒、西経78度10分0秒に位置する。ブルーリッジ山脈とアパラチア山脈の間のシェナンドー渓谷にある。州間高速道路81号線が市内を横切り、アメリカ国道50号線、522号線、17号線は市内に終点があり、バージニア州道7号線も市内に終点がある。ウィンチェスター市はワシントンD.C.から西に約75マイル (120 km) にある。
アメリカ合衆国国勢調査局によれば、市域全面積は9.3平方マイル (24.2 km2) あり、すべて陸地である。

## 人口動態
以下は2000年国勢調査による人口統計データである。
| 基礎データ - 人口: 23,585人 - 世帯数: 10,001世帯 - 家族数: 5,650家族 - 人口密度: 976.0/km2（2,526.7人/mi2） - 住居数: 10,587軒 - 住居密度: 438.1軒/km2（1,134.2/mi2） 人種別人口構成 - 白人: 82.06% - アフリカン・アメリカン: 10.47% - ネイティブ・アメリカン: 0.24% - アジア人: 1.59% - 太平洋諸島系: 0.03% - その他の人種: 3.46% - 混血: 2.14% - ヒスパニック・ラテン系: 6.47% 年齢別人口構成 - 18歳未満: 21.7% - 18-24歳: 13.1% - 25-44歳: 29.8% - 45-64歳: 20.9% - 65歳以上: 14.5% - 年齢の中央値: 35歳 - 性比（女性100人あたり男性の人口） - 総人口: 94.1 - 18歳以上: 92.0 | 世帯と家族（対世帯数） - 18歳未満の子供がいる: 25.6%% - 結婚・同居している夫婦: 40.5% - 未婚・離婚・死別女性が世帯主: 11.7% - 非家族世帯: 43.5% - 単身世帯: 34.4% - 65歳以上の老人1人暮らし: 11.8% - 平均構成人数 - 世帯: 2.28人 - 家族: 2.93人 収入と家計 - 収入の中央値 - 世帯: 34,335米ドル - 家族: 44,675米ドル - 性別 - 男性: 30,013米ドル - 女性: 24,857米ドル - 人口1人あたり収入: 20,500米ドル - 貧困線以下 - 対人口: 13.2% - 対家族数: 8.1% - 18歳未満: 15.2% - 65歳以上: 6.9% |

## リンゴの花
ウィンチェスターでは毎年、1924年以来開催されているシェナンドー・リンゴの花祭りが行われ、この地域に約25万人の見物客が訪れる。この祭りではカーニバル、アメリカ合衆国では最長の消防士パレードと3番目に長い総出パレード、幾つかのダンスと集団、およびリンゴの花クィーンの戴冠式がある。地元の学校や多くの企業はリンゴの花週末の金曜日は休みとなる。
ウィンチェスターには20以上の異なる「人工」リンゴがあり、それらは木、ゴム管、石膏および塗料など様々な材料で作られている。これらのリンゴは2005年に市在住者が制作し、オークションに掛けられた後に、製作者の要請する場所に置かれた。例えば、明るい赤のリンゴに大きな聴診器が付けられて、利用者の多いウィンチェスター医療センター入口側に置かれた。

## スポーツ
ウィンチェスターはバレー野球リーグのウィンチェスター・ロイアルズの本拠地である。

## 輸送
- ウィンチェスター・トランジットはウィンチェスター市内の週日輸送手段を提供している。
- シェナンドー渓谷通勤バスは、シェナンドー郡とウォーレン郡を含むシェナンドー渓谷北部から、アーリントン郡とフェアファックス郡を含む北バージニアとワシントンD.C.への週日バス運行を行っている。シェナンドー郡内の出発点にはウッドストックがある。ウォーレン郡内の出発点にはフロント・ロイヤルとリンデンがある。

## 姉妹都市
- エクアドル、アンバト
- イギリス、ウィンチェスター

ウィンチェスターの最初の姉妹都市、イングランドのウィンチェスターはバージニアの町がその名を貰った所である。アイゼンハワー政権の時に、ウィンチェスターはエクアドルのアンバトとも正式な姉妹都市関係を結んだ。

## 著名な住人と出身者
以下では、ウィンチェスターの著名な住人を誕生年順に示す

### 17世紀
- 第6代キャメロンのフェアファックス卿トマス・フェアファックス（1693年-1781年)、ウィンチェスターで埋葬

### 18世紀
- ジョージワシントン（1732年-1799年）、アメリカ合衆国大統領、中将、フェファックス土地特許の測量士、バージニア植民地議会におけるウィンチェスター選出初代議員
- ダニエル・モーガン（1735年-1802年）、バージニア州選出アメリカ合衆国下院議員、独立戦争時のバージニア民兵隊少将、マウントヘブロン墓地に埋葬されている
- ジェイン・フレイザー（1735年-）、アメリカ辺境の女性
- レベッカ・ブーン（1739年-1813年）、アメリカのパイオニアで、開拓者ダニエル・ブーンの妻
- ジェイムズ・ウッド（1747年-1813年）、准将、バージニア総督、ウィンチェスター創設者の息子
- フランシス・ホワイト（-1826年）、バージニア州選出アメリカ合衆国下院議員
- ジョン・H・オーリック（1787年-1873年）、アメリカ海軍士官、米英戦争の古参兵
- ブリスコー・ボールドウィン（1789年-1852年）、アメリカ合衆国憲法制定会議におけるバージニア代議員
- ジェイムズ・マレイ・メイソン（1798年-1871年）、アメリカ合衆国上院議員、コミッショナー、ジョージ・メイソンの孫、アメリカ連合国のイギリスおよびフランスに対するコミッショナー

### 19世紀
- ジョージ・ヘイ・リー（1808年-）、アメリカ合衆国判事
- ジェイムズ・ウィリアム・デンバー（1817年-1892年）、南北戦争で短期間北軍准将、コロラド州デンバー市はこのデンバーに因んで名付けられた
- ジョン・スナイダー・カーライル（1817年-1878年）、アメリカ合衆国上院議員、ウェストバージニア州創設の提唱者
- コーネリア・ピーク・マクドナルド（1822年-1909）、南北戦争時の著名な日記文学者
- ジョン・ランドルフ・タッカー（1823年-1897年）、バージニア州選出アメリカ合衆国下院議員
- ストーンウォール・ジャクソン（1824年-1863年）、南軍の中将、1861年10月から1862年12月まで北バージニア軍バレー地区軍を指揮
- ターナー・アシュビー（1828年-1862年）、南軍の准将、騎兵指揮官、ストーンウォール墓地に埋葬
- フレデリック・W・M・ホリデイ（1828年-1899年）、南北戦争のときにアメリカ連合国議員、1878年から1882年までバージニア州知事
- ハンター・マクガイア（1835年-1900年)、医学博士、北バージニア軍ジャクソンの第2軍団で軍医長、南北戦争で捕獲した北軍軍医を返還する南軍の政策を始めたことで有名
- ホームズ・コンラッド（1840年-1915年）、グロバー・クリーブランド政権で訴訟長官、南北戦争では南軍騎兵少佐
- ロバート・T・バートン（1842年-1917年）、バージニア州代議員、ウィンチェスター市長、南北戦争では南軍古参兵
- ウィラ・キャザー（1873年-1947年）、ピューリッツァー賞を受賞した小説家
- リチャード・バード（1888年-1957年）、海軍少将、極地探検家の草分け
- ルイス・M・ナルトン（1869年-1954年）、提督、アメリカ合衆国海軍兵学校校長（1925年-1928年）、戦闘艦隊指揮官（1929年-1930年）
- スポッツウッド・ポールズ（1887年-1962年）、ニグロリーグの前身で成功した野球選手

### 20世紀
- ジョン・カービー（1908年-1952年）、ビッグバンド・ジャズ・ミュージシャン、ジャズの殿堂入り
- ハリー・ F・バード・ジュニア（1914年-)、政治家、上院議員
- J・ケネス・ロビンソン（1916年-1990年）、 バージニア州選出アメリカ合衆国下院議員
- パッツィ・クライン（1932年-1963年）、カントリー/ポップミュージックのボーカリスト、象徴的な人物
- ジョー・バジェント（1946年-）、著作家、ジャーナリスト
- ペニー・デヘイブン（1948年-）、カントリー・ミュージック歌手
- アール・スティーブンソン（1958年-）、ケンタッキー州のカーネル（称号）、大統領の被指名人
- ダグ・クリーク（1969年-）、プロ野球選手
- サリナ・リー（1971年-）、モデル
- マーク・マクファーランド（1978年-）、 全米自動車競争協会ドライバー
- ラング・キャンベル（1981年-）、アメリカン・フットボールのクォーターバック
- デボン・マクタビッシュ（1984年-）、サッカー選手、D.C. ユナイテッド
- ジョン・ギルカーソン（1985年-）、サッカー選手、ニューヨーク・レッドブルズ
- ヨアーズ・フォー・マインのボーカリスト、ジョナサン・ウッズ（1983年-）
- ブライアン・ベンベン（1956年-）、俳優
- ダン・エイクロイド（1952年-）、カナダのコメディアン、俳優、映画脚本家、音楽家、ワイン製造者、UFO研究家